# Дианово (Нижегородская область)
Дианово — опустевшая деревня в составе Ворошиловского сельсовета в Уренском районе Нижегородской области.

## География
Находится на расстоянии примерно 2 километра по прямой на запад от районного центра города Урень.

## История
Известна с середины XVIII века. Деревня до 1768 года относилась к главной дворцовой канцелярии, потом Придворной конторы, с 1797 крестьяне стали удельными. Население было старообрядцами. В 1856 году 7 дворов и 67 жителей. В 1916 году 20 дворов и 104 жителя. В период коллективизации был организован колхоз «Трактор-2». В 1978 году было дворов 23, жителей 63, в 1994 1 и 2 соответственно. В середине 1990-х годов опустела.

## Население
Постоянное население составляло не было учтено как в 2002 году, так и в 2010.